# Zdeněk Ondrášek
Zdeněk Ondrášek, né le 22 décembre 1988 à Strakonice, est un footballeur international tchèque qui joue au poste d'attaquant au Dynamo České Budějovice.

## Biographie
Après cinq saisons au Tromsø IL, il signe en janvier 2016 au Wisla Cracovie.

## Palmarès
Tromsø IL
- Meilleur buteur du championnat de Norvège en 2012 (14 buts).